# Sabilussalam
Sabilussalam is een bestuurslaag in het regentschap Aceh Tenggara van de provincie Atjeh, Indonesië. Sabilussalam telt 385 inwoners (volkstelling 2010).